# Cnemaspis limi
Espèce
Statut de conservation UICN

 LC  : Préoccupation mineure
Cnemaspis limi est une espèce de geckos de la famille des Gekkonidae.

## Répartition
Cette espèce est endémique de Tioman au Pahang en Malaisie.

## Description
Cnemaspis limi mesure, queue non comprise, jusqu'à 88,2 mm. C'est une espèce insectivore nocturne.

## Étymologie
Cette espèce est nommée en l'honneur de Kelvin Kok Peng Lim.

## Publication originale
- Das & Grismer, 2003 : Two new species of Cnemaspis Strauch 1887 (Squamata, Gekkonidae) from the Seribuat Archipelago, Pahang and Johor States, West Malaysia. Herpetologica, vol. 59, n. 4, p. 544-552.